# 4. proletarska brigada (NOVJ)
Za druge 4. brigade glejte 4. brigada.
4. (črnogorska) proletarska brigada (srbohrvaško 4. proleterska brigada) je bila brigada v sestavi Narodnoosvobodilne vojske in partizanskih odredov Jugoslavije in ki je delovala med drugo svetovno vojno na področju Kraljevine Jugoslavije.

## Zgodovina
Brigada je bila ustanovljena 10. junija 1942 s 5 bataljoni, pri čemer je imela okoli 1.080 borcev.

## Organizacija
- štab
- 5x bataljon